# Casa dell'Allegoria di Firenze
La casa dell'Allegoria di Firenze è un edificio del centro storico di Firenze, situata in piazza della Calza 2r-3r-4r, angolo via dei Serragli e via Romana 102, nella zona di Oltrarno. La casa si trova scenograficamente posizionata as ampio cuneo tra via Romana (dove è l'ingresso) e via de' Serragli, davanti all'accesso di Porta Romana e nel tempo ebbe la facciata decorata da affreschi allegorici, l'ultimo dei quali risale al 1954 e ha come titolo la La vita di Firenze nei secoli del pittore Mario Romoli.

## Storia e descrizione

### L'affresco seicentesco

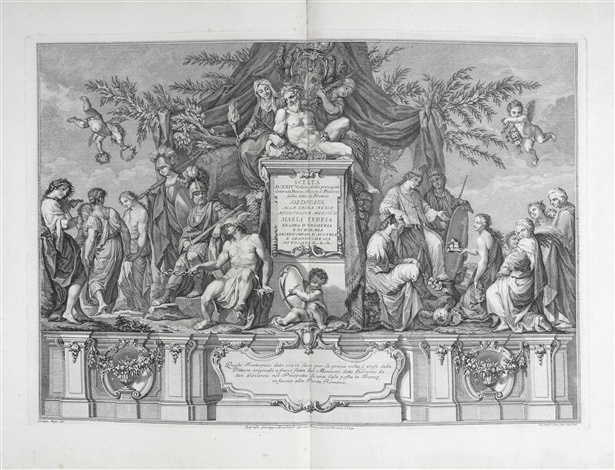
Riproduzione dell'affresco di Giovanni da San Giovanni in un'incisione di Giuseppe Zocchi (1744)

Anticamente il prospetto che si apprezza appena entrati dalla porta in città si presentava arricchito da un affresco di Giovanni da San Giovanni commissionato da Cosimo II, molto elogiato dai contemporanei, con un'Allegoria della città di Firenze che, seduta fra Pisa e Siena, riceveva gli omaggi di Flora, del 1617 circa. La guida della città del 1850 indica il lavoro come "superbo", aggiungendo tuttavia che "le intemperie lo hanno quasi totalmente distrutto" (già nel 1838 risultava assai "assai danneggiato"). Ai tempi di Garneri e Bertarelli tracce dell'opera erano ancora visibili e segnalate nelle guide cittadine. 
In data imprecisata (comunque presumibilmente tra il 1950 e il 1953) ciò che restava del dipinto fu staccato e dovrebbe attualmente trovarsi in uno dei depositi della Soprintendenza. La documentazione sull'affresco è comunque ampia e comprende sia alcuni disegni e studi preparatori dello stesso Giovanni da San Giovanni, sia il frontespizio scelto dallo Zocchi per la sua serie di incisioni sulla Firenze settecentesca, che appunto lo riproduce e che non poco ha contribuito alla sua fama. In sintesi, come abbiamo accennato, l'affresco presentava l'allegoria di Firenze, seduta in trono con l'abito dell'Ordine di Santo Stefano, con ai lati le personificazioni delle città di Pisa e di Siena. Flora (la figura meglio conservata secondo le testimonianze del Novecento) e le quattro stagioni apparivano nell'atto di fare omaggio dei loro frutti alla città, mentre l'Arno era raffigurato nella tradizionale figura virile distesa e appoggiata a un orcio dal quale sgorgava l'acqua. Marte, Minerva, Mercurio e Apollo erano rappresentati festosi, mentre in alto, fra la figura della Vigilanza e quella della Giustizia, trionfava lo stemma mediceo.

### L'affresco odierno
Nel 1953 fu bandito un concorso, fortemente voluto dall'allora sindaco Giorgio La Pira, per sistemare agli ingressi della città opere d'arte che dimostrassero le antiche tradizioni di ospitalità di Firenze. Il pittore Mario Romoli, vincitore rispetto a Renzo Grazzini e Rodolfo Margheri, dipinse così qui La vita di Firenze nei secoli (realizzata negli ultimi mesi del 1954 e inaugurata il 16 gennaio 1955), che intendeva sintetizzare la cultura artistica cittadina nel corso del tempo: a destra sono raffigurati, secondo l'iconografia più diffusa che li rende sufficientemente riconoscibili, personaggi del Medioevo e del Rinascimento, a sinistra sono invece i protagonisti della Firenze del Novecento, contemporanei e amici di Mario Romoli, presente con un autoritratto mentre dipinge una tela. 
Da sinistra si riconoscono Quinto Martini (che modella una statua), Luigi Campedelli, Giovanni Papini (col libro in mano), Ardengo Soffici (col maglione a coste), Ottone Rosai, Italo Gamberini (con in mano un progetto), Primo Conti e lo stesso Mario Romoli (seduto al cavalletto), oltre a un muratore inginocchiato in basso a sinistra a simboleggiare tutte le maestranze impegnate nella ricostruzione di Firenze dopo i danni della guerra; a destra Dante Alighieri, Masaccio, Leonardo da Vinci (con la barba bianca), Marsilio Ficino, Girolamo Savonarola (con l'abito domenicano), Agnolo Poliziano, Lorenzo de' Medici (col chaperon) e Francesco Ferrucci (in armatura). Al centro, sopra la finestra, San Giovanni Battista e Maria incoronata presso un trigramma IHS. In un angolo, in una fessura del muro, fu al tempo collocato un barattolo con articoli di giornale e foto, come messaggio dell'artista ai fiorentini del futuro.
"Per l'impianto spaziale della scena, Romoli riprende l'ambientazione urbana dell'affresco di Masolino e Masaccio con San Pietro che guarisce lo storpio e resuscita il figlio di Teofilo nella Cappella Brancacci al Carmine".